# Syngagrella bistriata
Syngagrella bistriata is een hooiwagen uit de familie Sclerosomatidae.